# Zacinto
Pronunciação

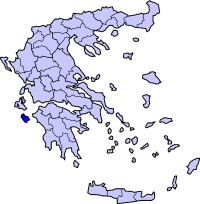
Localização de Zacinto na Grécia

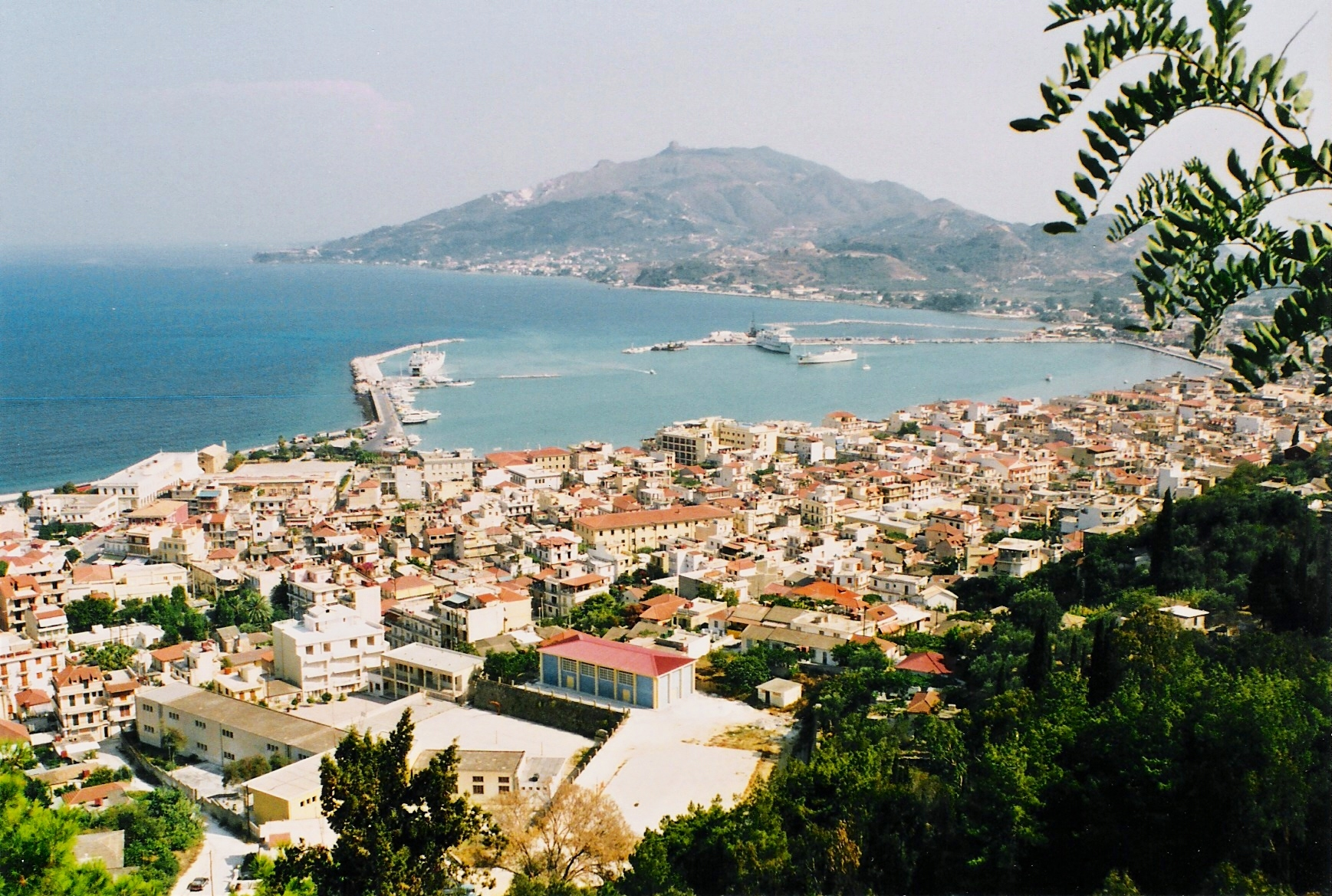
Zacinto, a capital da ilha

Zacinto (em grego: Ζάκυνθος e italiano) é uma ilha localizada a noroeste da Grécia e que pertence a esse país. É a terceira maior das ilhas Jónicas. O seu ponto mais alto é o monte Vachionas, com 758 metros de altitude. Administrativamente constitui a unidade regional homónima e faz parte da região das Ilhas Jónicas.
Hoje é um importante polo turístico da Grécia e um dos mais importantes locais do mar Mediterrâneo para a prática de mergulho.
Sofreu uma série de quatro violentos sismos em Agosto de 1953, resultando na total destruição de infraestruturas. O mais forte dos sismos atingiu os 7,3 na escala de Richter, às 09:24 UTC (11:24 local) em 12 de Agosto de 1953. 
O escritor greco-italiano Ugo Foscolo nasceu em Zacinto em 1778.

## Mitologia
É mencionada na Ilíada e na Odisseia. 
Segundo Dionísio de Halicarnasso, o primeiro habitante da ilha foi Zacinto (filho de Dardano e Bátia); por este motivo, os habitantes da ilha receberam bem os troianos liderados por Eneias, já que Zacinto era irmão de Erictônio da Dardânia, ancestral de Enéas.

## Dados
- População: 38.596 (2001);
- Área: 406 km²;
- Densidade demográfica: 102,1 h/km²;
- Capital: Zacinto.

## História
Durante a segunda guerra mundial, quando os alemães tentaram deportar os judeus na ilha de Zacinto, ao pedido alemão de uma lista com os judeus da ilha o presidente da câmara e o bispo Crisóstomo responderam com uma folha de papel que tinha apenas dois nomes – os seus próprios. Enquanto isso, os judeus foram escondidos nas casas dos ilhéus não-judeus. Todos os 275 judeus sobreviveram.